# Parathyris semivitrea
Parathyris semivitrea là một loài bướm đêm thuộc phân họ Arctiinae, họ Erebidae.